# Ostoja Kroczycka
Ostoja Kroczycka – specjalny obszar ochrony siedlisk Natura 2000 na Wyżynie Częstochowskiej. Obejmuje znajdujące się w środkowej części tej wyżyny 4 pasma skałkowe: Skały Rzędkowickie, Skały Morskie, Skały Podlesickie i Skały Kroczyckie o łącznej powierzchni 1391,2 ha. Są to najbardziej zróżnicowane krajobrazowo i morfologicznie obszary wyżyny z licznymi formami skalnymi o wysokości do kilkudziesięciu metrów oraz licznymi jaskiniami i schroniskami skalnymi. Samych większych jaskiń znajduje się tutaj około 20, liczba schronisk jest ogromna. Jaskinie te stanowią miejsce hibernacji nietoperzy.
Obszar jest zlokalizowany na terenie gmin: Zawiercie, Kroczyce, Włodowice i Niegowa w województwie śląskim.
82% obszaru ostoi porastają lasy, 17% to tereny rolnicze, pozostały 1% to siedliska bezleśne. Sosnowe lasy iglaste zajmują 47% powierzchni, liściaste 19%, mieszane 16%. Lasy liściaste to głównie ciepłolubne buczyny storczykowe zajmujące stoki południowe, zachodnie i partie grzbietowe. Na południowych, południowo-zachodnich i zachodnich stokach wzgórz Jastrzębnik, Góra Pośrednia, Góra Popielowa, Łysak (Skały Kroczyckie), oraz w pobliżu ośrodka rekreacyjnego Morsko występują rzadkie w Polsce płaty buczyny storczykowej z drzewami liczącymi ponad 100 lat. Z roślin zaliczanych do storczykowatych rosną tutaj: buławnik mieczolistny Epipactis helleborine, buławnik wielkokwiatowy Cephalantera longifolia, kruszczyk rdzawoczerwony Epipactis atrorubens, kruszczyk szerokolistny Epipactis helleborine, podkolan biały Platanthera bifolia, gnieźnik leśny Neotia nidus-avis. Obszar buczyny storczykowej zajmuje łącznie około 78 ha. Na północnych stokach wzgórz dobrze zachowały się płaty żyznej buczyny sudeckiej.
Szczególnie cenne przyrodniczo są porastające wapienne skały bezleśne zbiorowiska naskalnych roślin wapieniolubnych i murawy kserotermiczne. Część z nich to zarośla z dereniami, głogami, szakłakami, tarniną i jałowcem pospolitym, część to roślinność naskalna, wśród której występują m.in. takie rzadkie gatunki roślin, jak: skalnica gronkowa Saxifraga panicukata będąca reliktem glacjalnym, goździk siny Dianthus gratianopolitanus i kostrzewa blada Festuca pallens. 

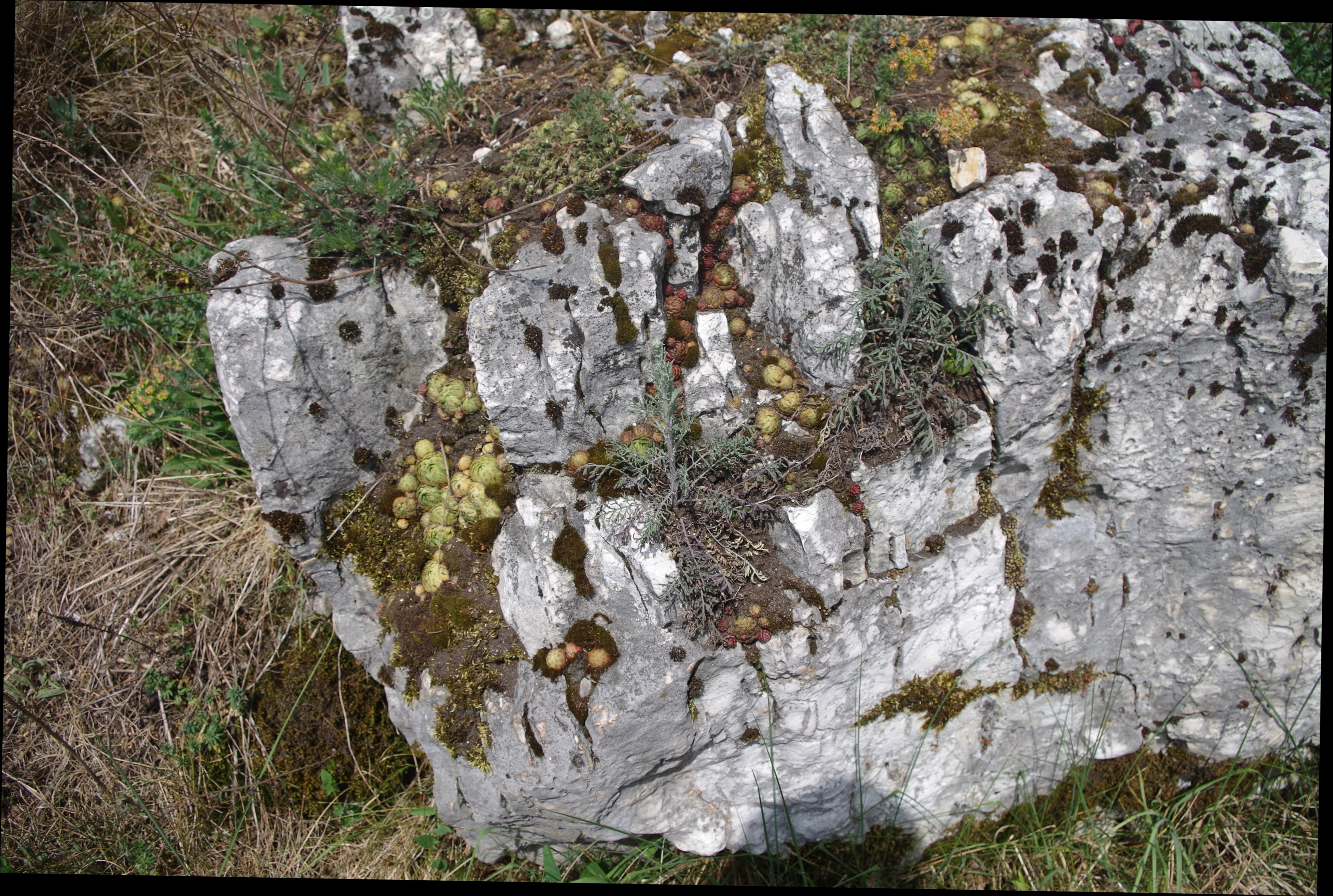
Naskalna murawa kserotermiczna na wzgórzu Apteka
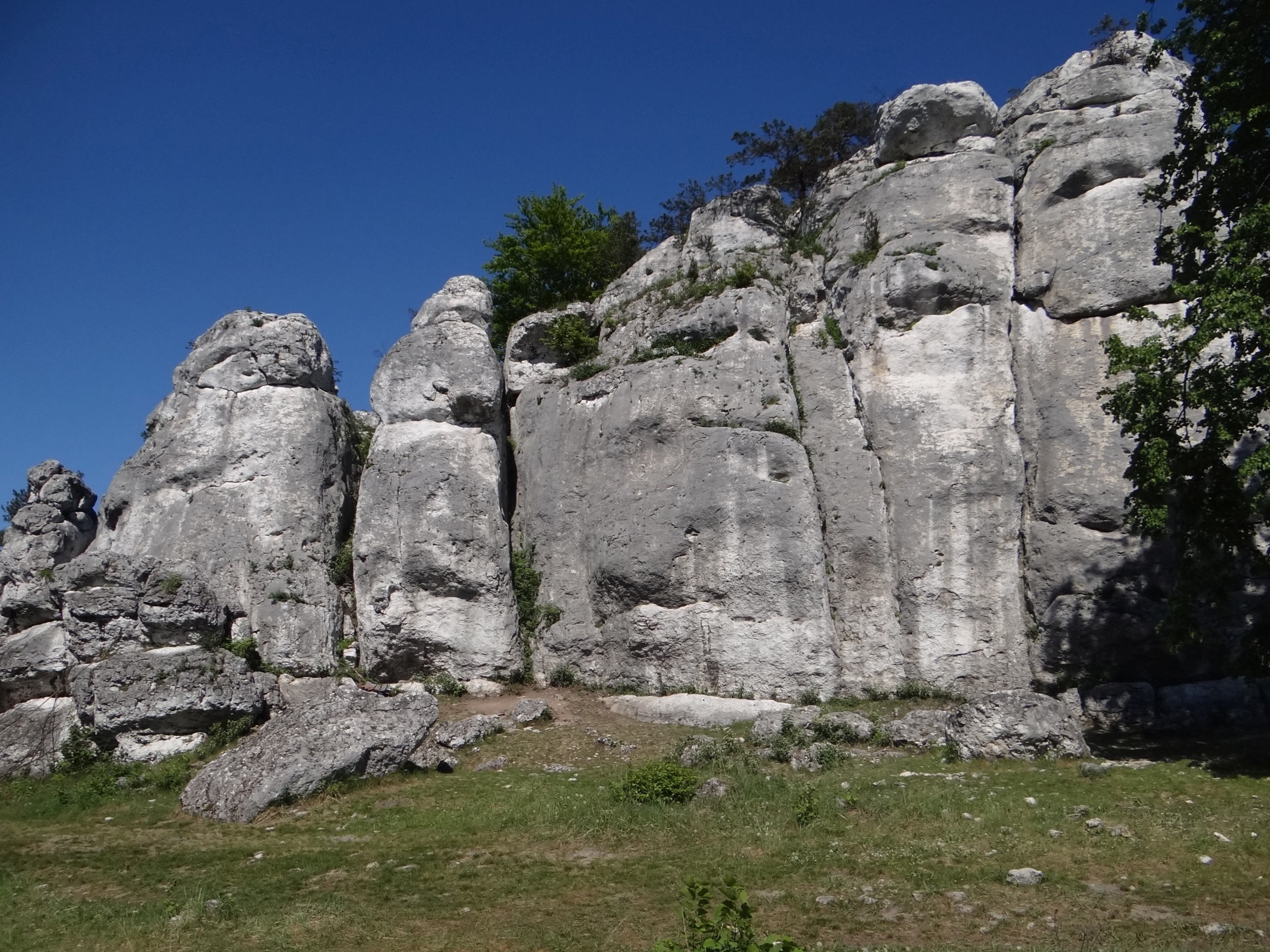
Skały na Górze Zborów
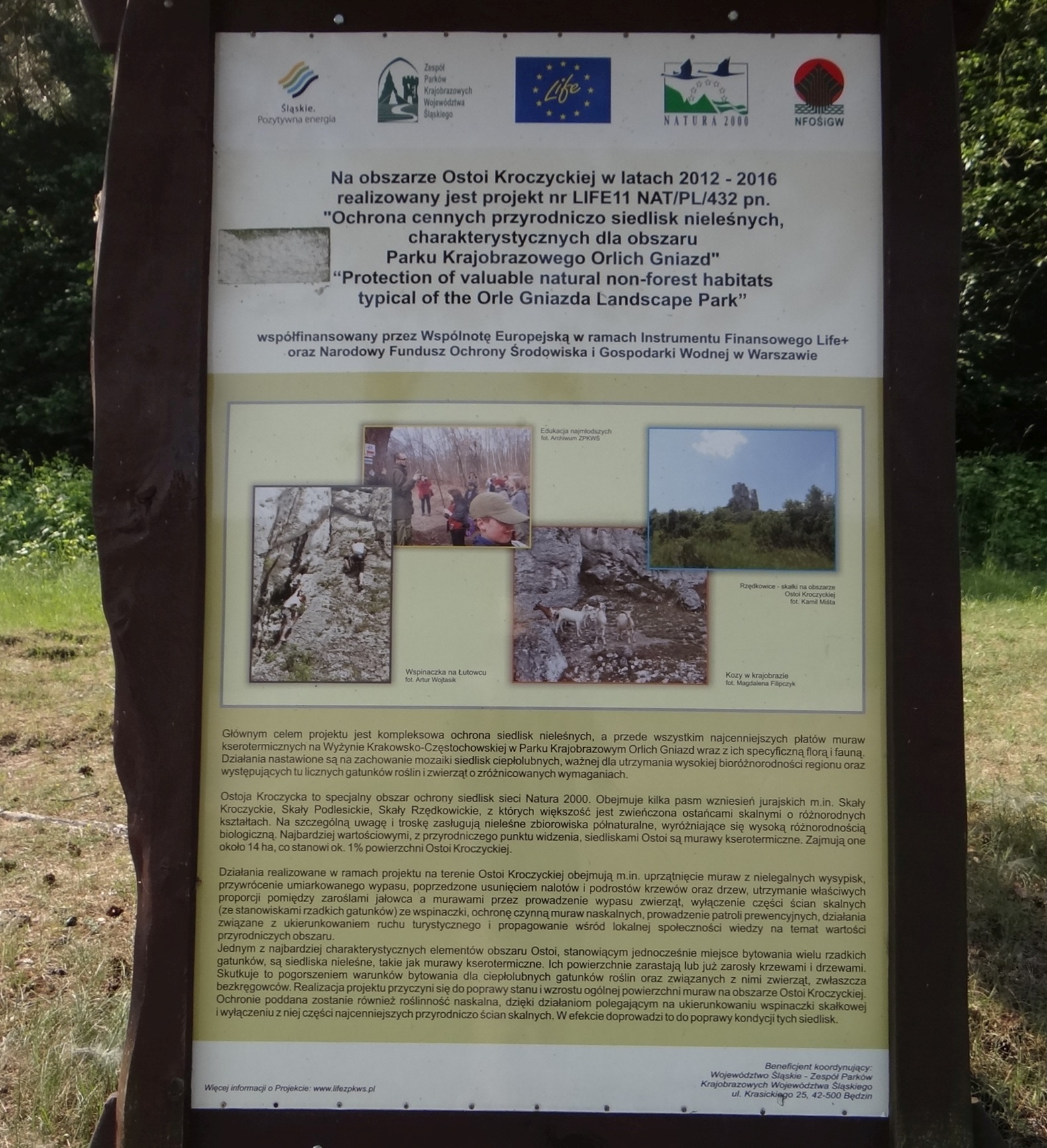
Jedna z tablic informacyjnych
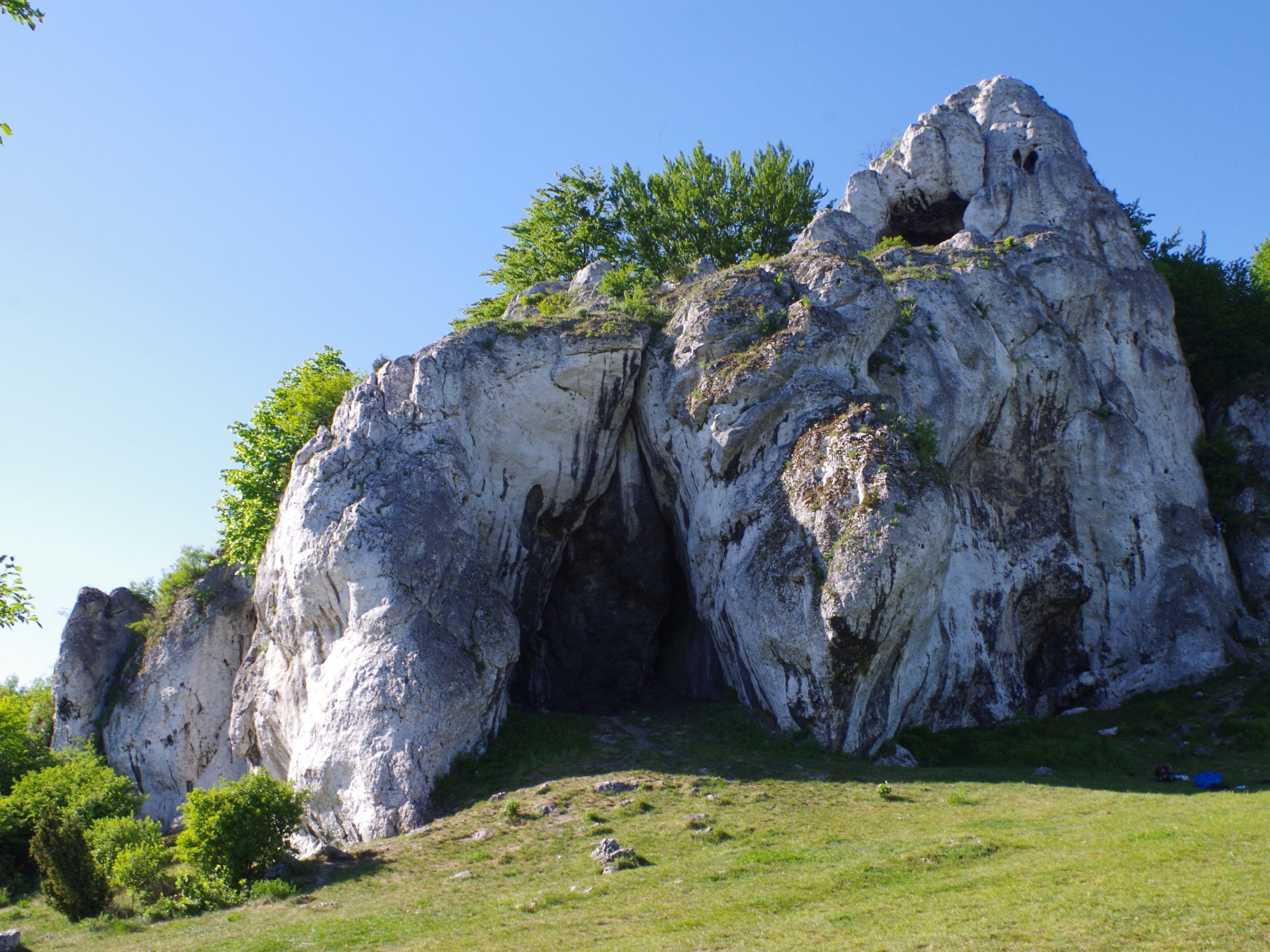
Okiennik Rzędkowicki
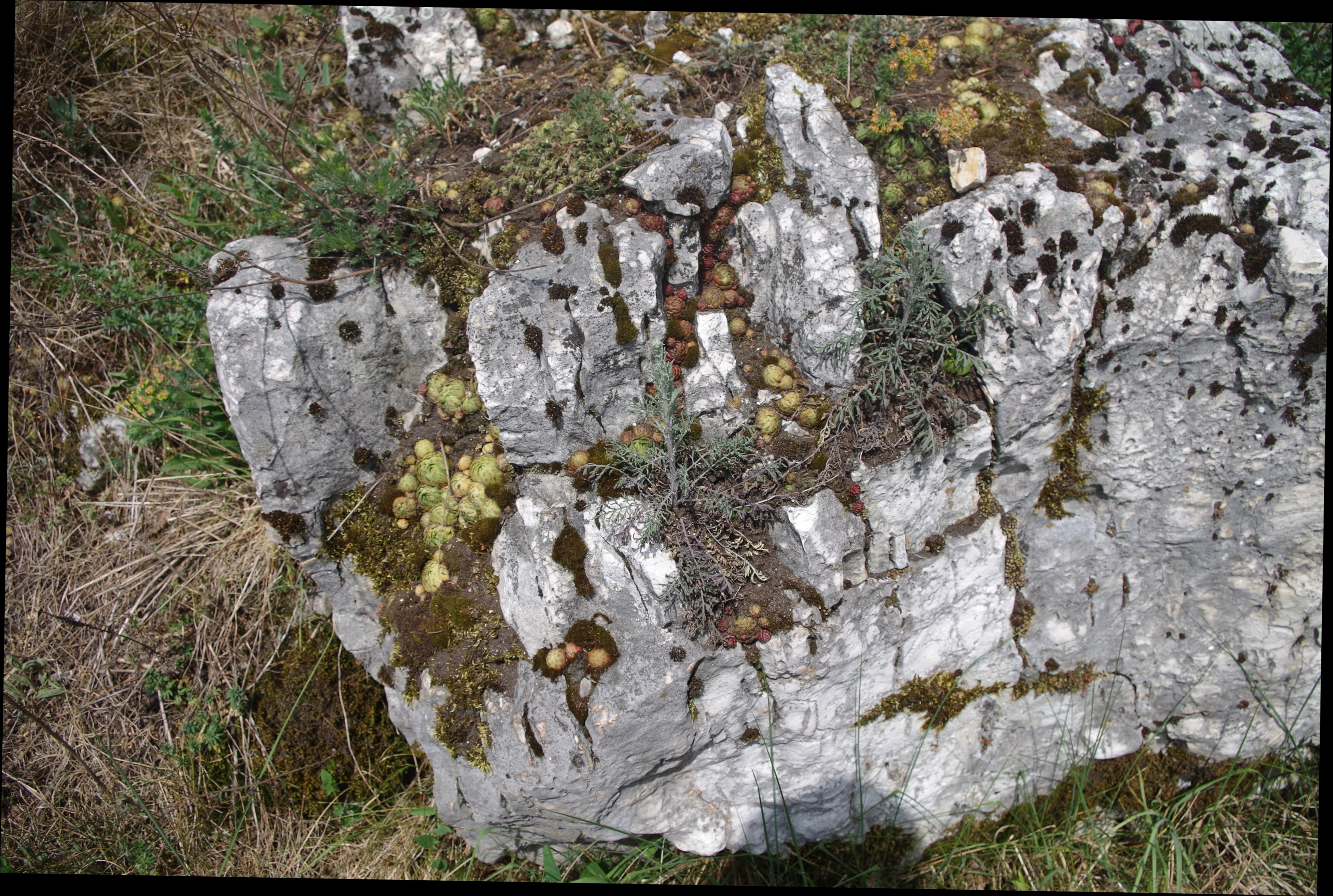
Murawa kserotermiczna

Na obszarze Ostoi Kroczyckiej w latach 2012–2016 uruchomiono współfinansowany przez Unię Europejską oraz Narodowy Fundusz Ochrony Środowiska i Gospodarki Wodnej projekt „Ochrona cennych przyrodniczo siedlisk nieleśnych charakterystycznych dla obszaru Parku Krajobrazowego Orlich Gniazd” nr PLH240032. W ramach tego projektu wykonano m.in.: usunięcie zarastających je drzew i krzewów, uprzątnięcie nielegalnych wysypisk śmieci, wprowadzenie wypasu owiec i kóz mającego za cel zapobieganie zarastaniu muraw przez drzewa i krzewy, wyłączenie części skał ze wspinaczki skalnej, prowadzenie prewencyjnych patroli, ukierunkowanie ruchu turystycznego oraz uświadamianie miejscowej ludności o wartościach przyrodniczych muraw. W licznych punktach Ostoi Kroczyckiej zamontowano tablice informacyjne o tym projekcie i wartości przyrodniczej muraw.
Ostoja Kroczycka znajduje się na obszarze Parku Krajobrazowego Orlich Gniazd. Prowadzi przez nią wiele szlaków turystyki rowerowej, pieszej i narciarskiej, w tym Szlak Orlich Gniazd i Szlak Warowni Jurajskich. W jej obrębie znajduje się Jaskinia Głęboka – jedyna w tej części Wyżyny Częstochowskiej jaskinia udostępniona turystycznie. Część skał udostępniona jest do wspinaczki skalnej.